# Julio José Iglesias Rouget
Julio Iglesias Rouget (Avilés, 26 de setembre de 1972) és un exfutbolista professional asturià, que ocupava la posició de porter.

## Carrera esportiva
Es va formar a l'equip de la seua ciutat natal, d'on va passar al filial del FC Barcelona. Sense arribar a debutar en lliga amb els blaugrana, el porter militaria a un bon grapat de conjunts de Primera, Segona i Segona B.
Va jugar més de 300 partits en Segona Divisió amb nou equips diferents, sent un dels jugadors clàssics de la categoria de finals dels 90 i principis dels 2000. No va tenir massa sort en els seus salts a primera divisió. Només va jugar 16 partits amb el CD Tenerife la temporada 01/02, i la següent va ser suplent inèdit amb el Reial Valladolid. Per rematar-ho, ambdós conjunts van baixar a Segona Divisió.